# Grande Mosquée du Vendredi de Ziyâratgâh
Pour les articles homonymes, voir Grande Mosquée du Vendredi.
La grande mosquée du vendredi est une mosquée édifiée au XVe siècle dans la ville de Ziyâratgâh en Afghanistan.

## Localisation
Ziyâratgâh est située à 20 kilomètres au sud de la capitale de province, Hérat.
La Grande Mosquée du Vendredi de Ziyâratgâh est située à seulement 300 mètres de la mosquée aux Quarante Piliers.

## Histoire
Ziyâratgâh n'est plus de nos jours qu'un simple bourg, cependant il était un site important sur le plan religieux et commercial sous les princes Timourides, qui y ont fait élever quatre bâtisses importantes. 200 boutiques étaient présentes.
L'importance du monde présent alors générait la nécessité de prières de rue. La mosquée est bâtie en 1482 sous le règne d'Husayn Bayqara, grand émir timouride de 1469 à 1506. L'édifice est alors le second plus grand lieu de culte de la province d'Hérat, après la Grande Mosquée du Vendredi d'Hérat.
Jean-Paul Ferrier décrit l'édifice lors de ses pérégrinations en Afghanistan en 1845. Il est à nouveau l'objet de descriptions une quarantaine d'années plus tard par Peacock et Maitland. Oskar von Niedermayer photographie la mosquée en 1916, elle est alors en mauvais état.
La mosquée fait l'objet d'une restauration en 1918 à l'initiative du gouverneur d'Hérat : la façade et les minarets sont alors réparés.
Le dôme du vestibule s'effondre en 1975 et est restitué aussitôt. D'autres réfections sont réalisées en 1978.
L'édifice est touché par la occupation soviétique du pays. L'édifice est touché par des obus soviétiques en 1982, en particulier sa façade sud-ouest et son minaret.
Des travaux sont réalisés de 1994 à 1999 par une organisation non-gouvernementale danoise.

## Architecture et décoration
La mosquée possède une cour de 43 mètres de côté et mesure 67 mètres sur 80.
L'édifice obéit à un plan traditionnel, une façade d'entrée à porche à ogive , un péristyle à dôme et une cour entourée de bâtiments avec porche à ogive dans  toutes les directions. De petits édifices bordant la cour sont munis de coupoles. On accède par un porche à ogive à une grande salle de prières flanquée par deux minarets hauts de 36 mètres.
Le fondateur de l'édifice est remercié par une inscription de mosaïque de céramique, cette inscription n'était pas la seule de l'édifice et elle est signée car le calligraphe est cité. Les minarets étaient pourvus d'un décor floral en céramique.